# NGC 4041
NGC 4041 é uma galáxia espiral (Sbc) localizada na direcção da constelação de Ursa Major. Possui uma declinação de +62° 08' 13" e uma ascensão recta de 12 horas, 02 minutos e 11,9 segundos.
A galáxia NGC 4041 foi descoberta em 19 de Março de 1790 por William Herschel.